# Królestwo Dongning
Królestwo Dongning (chiń. upr. 东宁王国; chiń. trad. 東寧王國; pinyin Dōngníng Wángguó) – państwo istniejące na Tajwanie w latach 1662–1683. Było to pierwsze w historii panowanie chińskie na wyspie.
W obliczu upadku dynastii Ming chiński dowódca Zheng Chenggong poprowadził w 1661 inwazję wojsk lojalnych wobec Mingów na znajdujący się wówczas pod kontrolą holenderską Tajwan. 25-tysięczna armia chińska pokonała Holendrów, zdobyła Fort Provintia i obległa Fort Zeelandia. Wobec braku szansy na odsiecz, 1 lutego 1662 podpisano traktat, na mocy którego Holendrzy wycofali się z wyspy. Zheng Chenggong ogłosił powstanie na wyspie lojalnego wobec Mingów Królestwa Dongning. 
Państwo stało się schronieniem dla opozycji antymandżurskiej (w wyniku emigracji z Chin zwolenników Mingów populacja wyspy wzrosła o jedną trzecią). 
Pod kontrolą Królestwa Dongning oprócz Tajwanu znajdowały się także Peskadory, Kinmen i miasto Xiamen. Okresowo armia Dongning była również zaangażowana w walkę przeciw Qingom podczas powstania w prowincji Fujian.
W roku 1683 z rozkazu cesarza Kangxi armia chińska przeprowadziła uderzenie na Tajwan. W bitwie pod Penghu flota Zhengów została zniszczona, co otworzyło drogę do inwazji na Tajwan. W efekcie Zheng Keshuang podjął rozmowy z admirałem Shi Langiem na temat kapitulacji. Królestwo Dongning zostało zlikwidowane, a Tajwan znalazł się pod panowaniem chińskim. Cesarz początkowo planował porzucić wyspę, ale Shi Lang przekonał go, że stanowiłoby to zbyt duże zagrożenie dla wybrzeża. Tajwan i Peskadory zostały więc wcielone do prowincji Fujian.

## Królowie
- Zheng Chenggong (1662)
- Zheng Shixi (1662)
- Zheng Jing (1662–1681)
- Zheng Kezang (1681)
- Zheng Keshuang (1681–1683)